# 8847 Huch
8847 Huch este un asteroid din centura principală de asteroizi.

## Descriere
8847 Huch este un asteroid din centura principală de asteroizi. A fost descoperit pe 12 octombrie 1990 la Tautenburg de Freimut Börngen și Lutz Dieter Schmadel. Asteroidul prezintă o orbită caracterizată de o semiaxă mare de 2,84 ua, o excentricitate de 0,03 și o înclinație de 1,3° în raport cu ecliptica.